# Arco de la Estrella

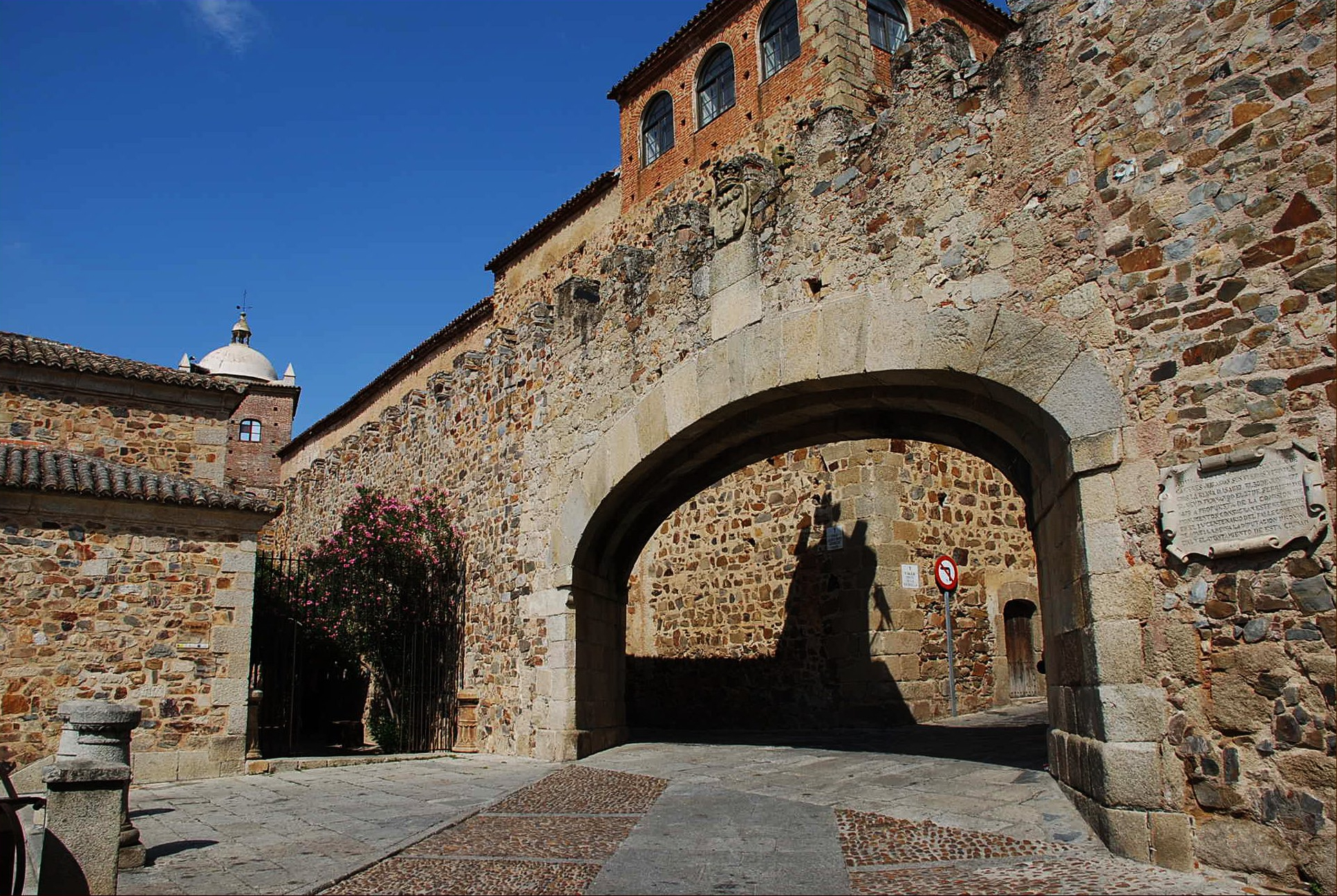
Arco de la Estrella.

El Arco de la Estrella es la principal puerta de entrada al recinto amurallado desde el siglo XV, siendo la más conocida de la ciudad medieval de Cáceres.
Situado al lado de la torre de Bujaco, se abrió en el siglo XV en el mismo punto donde había una portezuela para permitir el paso de los carruajes desde la Plaza Mayor, por entonces la muralla había perdido gran parte de su naturaleza defensiva. Entonces se llamó, por motivos obvios, puerta Nueva. Ante ella juraron los fueros y privilegios de la ciudad, otorgados siglos antes por Alfonso IX, los Reyes Católicos, Isabel el 30 de junio de 1477 y Fernando el 27 de febrero de 1478.

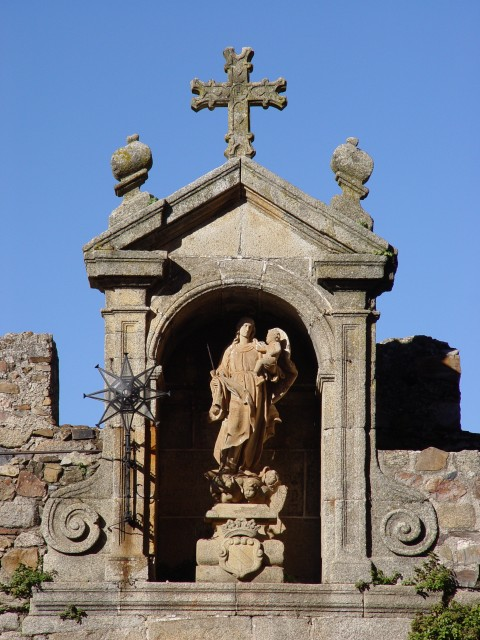
Templete que aloja la imagen de Nuestra Señora de la Estrella.

La forma actual de la puerta se debe a la remodelación realizada por Manuel de Lara Churriguera en 1726, por encargo de Bernardino de Carvajal Moctezuma. Éste poseía el palacio siguiente a la torre de Bujaco y deseaba poder tener un fácil acceso de los carruajes a su palacio. Por ello solicitó al ayuntamiento derribar la antigua puerta y abrir una nueva con forma oblicua para poder girar holgadamente a la izquierda al entrar desde el exterior.

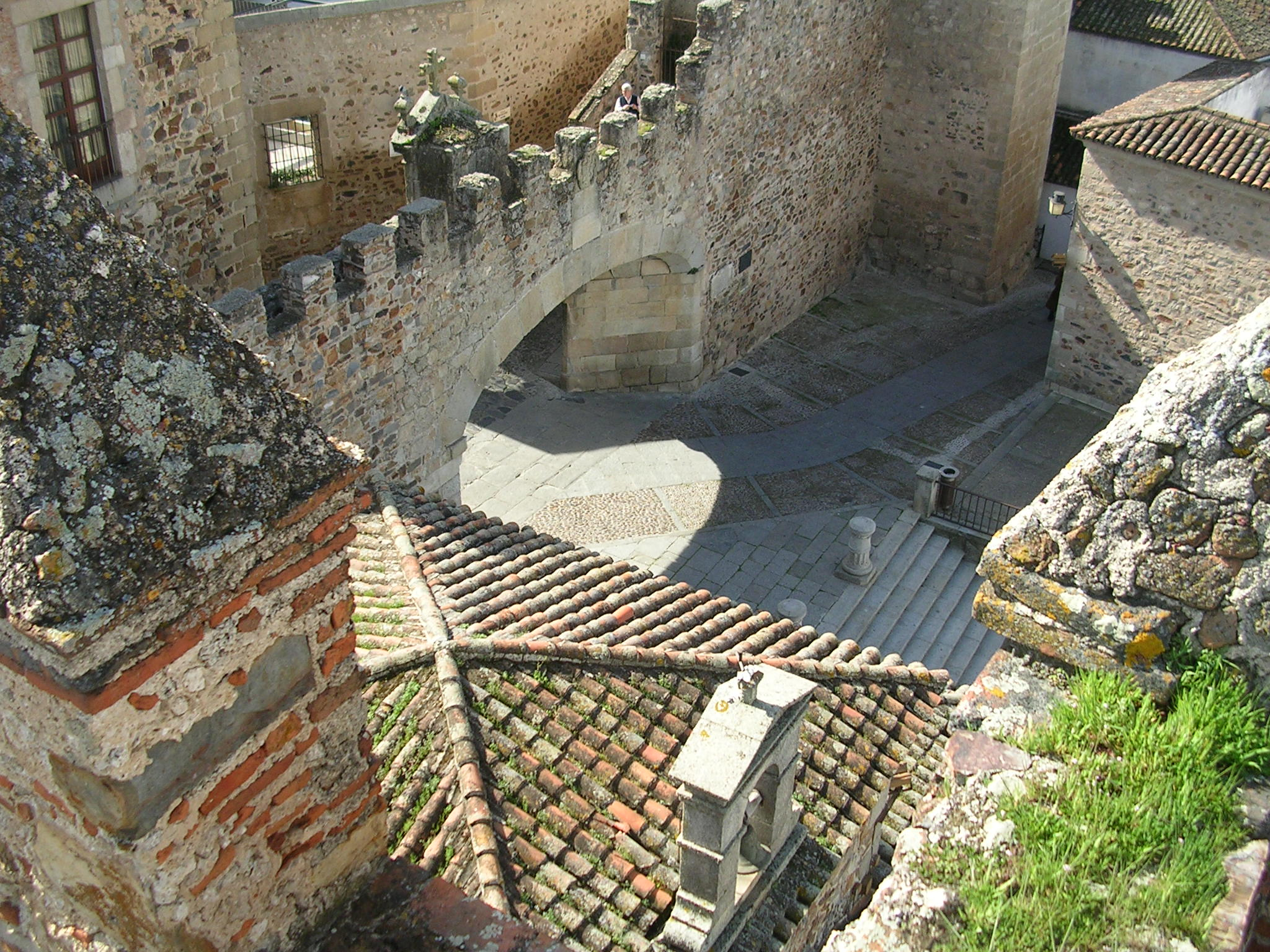
El Arco de la Estrella visto desde la Torre de Bujaco.

En la parte externa, el arco está coronado por el escudo de Cáceres, mientras que en la interna se encuentra un templete con una imagen de Nuestra Señora de la Estrella, que da nombre al arco. La imagen está iluminada por un pequeño farol en forma de estrella y, debajo de la misma, hay un escudo en piedra de la familia Carvajal.
- Datos: Q5703166
- Multimedia: Arco de la Estrella (Cáceres) / Q5703166